# Morti nel 1695
| Questa pagina contiene informazioni ricavate automaticamente dalle voci biografiche con l'ausilio del template Bio e di un bot. L'aggiornamento è periodico e automatico e ricostruisce completamente la pagina. Se manca una persona in questa lista, sei pregato di non aggiungerla, ma accertati piuttosto che la sua voce biografica contenga il template Bio e che i dati anagrafici siano correttamente compilati. Se il template Bio manca, inseriscilo tu stesso o, in alternativa, metti l'avviso {{tmp\|Bio}} che ne segnala la mancanza. Se i dati riportati sono sbagliati, correggi direttamente la voce biografica; le modifiche saranno visibili in questa lista entro pochi giorni. Per chiarimenti vedi il progetto biografie. La lista contiene solo le 92 persone che sono citate nell'enciclopedia e per le quali è stato implementato correttamente il template Bio. Pagina aggiornata al 4 gen 2025. |

## Gennaio(5)
- 4 gennaio - Francesco Enrico di Montmorency-Luxembourg, nobile e generale francese (n. 1628)
- 6 gennaio - Cristiano Alberto di Holstein-Gottorp, vescovo luterano tedesco (n. 1641)
- 27 gennaio - Francesco Nasini, pittore italiano (n. 1611)
- 28 gennaio - Ferdinando Cavriani, militare italiano (n. 1625)
- 29 gennaio - Paul Hermann, botanico e medico tedesco (n. 1646)

## Febbraio(5)
- 6 febbraio - Ahmed II, sultano ottomano (n. 1643)
- 10 febbraio - Orazio III Sessi, nobile italiano (n. 1647)
- 14 febbraio - Georg von Derfflinger, generale prussiano (n. 1606)
- 16 febbraio - Amalia di Nassau-Dietz, principessa tedesca (n. 1655)
- 20 febbraio - Johann Ambrosius Bach, musicista tedesco (n. 1645)

## Marzo(5)
- 9 marzo - Everhard Jabach, banchiere, collezionista d'arte e mecenate olandese (n. 1618)
- 15 marzo - Rutger van Langervelt, architetto, matematico e pittore olandese (n. 1635)
- 25 marzo - Ludwika Karolina Radziwiłł, principessa polacca (n. 1667)
- 28 marzo - William Douglas, I duca di Queensberry, politico scozzese (n. 1637)
- 30 marzo - Anselm Franz von Ingelheim, arcivescovo cattolico tedesco (n. 1634)

## Aprile(10)
- 3 aprile - Melchior d'Hondecoeter, pittore, incisore e disegnatore olandese (n. 1636)
- 5 aprile - George Savile, I marchese di Halifax, politico e scrittore inglese (n. 1633)
- 12 aprile - Jean-Baptiste Corneille, pittore, incisore e insegnante francese (n. 1649)
- 13 aprile - Jean de La Fontaine, scrittore e poeta francese (n. 1621)
- 15 aprile - Christoph Arnold, astronomo tedesco (n. 1650)
- 15 aprile - Claude Lancelot, religioso, grammatico e pedagogista francese
- 16 aprile - Pietro Delai, architetto italiano
- 17 aprile - Juana Inés de la Cruz, religiosa e poetessa messicana (n. 1648)
- 23 aprile - Henry Vaughan, poeta e scrittore gallese (n. 1621)
- 26 aprile - Giovanna Dorotea di Anhalt-Dessau, nobile (n. 1612)

## Maggio(4)
- 7 maggio - Gaudenzio Roberti, teologo italiano (n. 1655)
- 29 maggio - Giuseppe Recco, pittore italiano (n. 1634)
- 29 maggio - Sürmeli Ali Pascià, militare ottomano (n. 1645)
- 30 maggio - Pierre Mignard, pittore francese (n. 1612)

## Giugno(4)
- 1º giugno - Carlo Maria Carafa, nobile italiano (n. 1651)
- 9 giugno - Antonio Filippo Ciucci, chirurgo italiano (n. 1627)
- 11 giugno - André Félibien, architetto e storico francese (n. 1619)
- 17 giugno - Leonardo Di Capua, medico, scienziato e filosofo italiano (n. 1617)

## Luglio(3)
- 8 luglio - Christiaan Huygens, matematico, astronomo e fisico olandese (n. 1629)
- 15 luglio - Eremya Çelebi Kömürciyan, poeta, tipografo e storico armeno (n. 1637)
- 23 luglio - Carlo di Brandeburgo-Schwedt, generale tedesco (n. 1673)

## Agosto(6)
- 2 agosto - Mattia de Rossi, ingegnere e architetto italiano (n. 1637)
- 5 agosto - Miklós Antal Esterházy, vescovo cattolico ungherese (n. 1655)
- 6 agosto - François de Harlay de Champvallon, arcivescovo cattolico francese (n. 1625)
- 12 agosto - Paolo Minucci, letterato e poeta italiano (n. 1606)
- 13 agosto - Giuseppe Francesco Borri, alchimista, medico e avventuriero italiano (n. 1627)
- 16 agosto - Christopher Merret, medico e naturalista britannico (n. 1614)

## Settembre(3)
- 7 settembre - Franz Adam von Brandis, storico e numismatico austriaco (n. 1639)
- 15 settembre - Giacomo de Angelis, cardinale e arcivescovo cattolico italiano (n. 1610)
- 25 settembre - Martín Ibáñez y Villanueva, arcivescovo cattolico spagnolo (n. 1620)

## Ottobre(6)
- 6 ottobre - Gustavo Adolfo di Meclemburgo-Güstrow, duca (n. 1633)
- 9 ottobre - Giovanni Antonio De Rossi, architetto italiano (n. 1616)
- 20 ottobre - Henry Basnage, avvocato francese (n. 1615)
- 21 ottobre - Johann Arnold Nering, architetto tedesco (n. 1659)
- 24 ottobre - Bernardino Quadri, architetto e scultore svizzero (n. 1625)
- 24 ottobre - Carlo Emanuele d'Este, nobile (n. 1622)

## Novembre(8)
- 13 novembre - Matteo Orlando, vescovo cattolico italiano (n. 1610)
- 16 novembre - Pierre Nicole, filosofo e teologo francese (n. 1625)
- 19 novembre - Marcos de Ostos, arcivescovo cattolico spagnolo (n. 1644)
- 20 novembre - Zumbi, rivoluzionario brasiliano (n. 1655)
- 20 novembre - Michele Pignatelli, vescovo cattolico italiano (n. 1627)
- 21 novembre - Henry Purcell, compositore inglese (n. 1659)
- 28 novembre - Giovanni Paolo Colonna, compositore e organista italiano (n. 1637)
- 30 novembre - Giacomo Cantelli, cartografo italiano (n. 1643)

## Dicembre(11)
- 5 dicembre - Johann Georg Starcke, architetto tedesco
- 8 dicembre - Barthélemy d'Herbelot de Molainville, orientalista francese (n. 1625)
- 16 dicembre - Jean Baptiste Mathey, architetto e pittore francese (n. 1630)
- 17 dicembre - Conrad Zellweger, politico svizzero (n. 1631)
- 23 dicembre - Apollinare Agresta, teologo, filosofo e storico italiano (n. 1621)
- 25 dicembre - Gottlieb Amadeus Windischgrätz, diplomatico austriaco (n. 1630)
- 28 dicembre - Fabrizio Fontana, organista e compositore italiano (n. 1620)
- 30 dicembre - Samuel Morland, diplomatico, inventore e crittologo inglese (n. 1625)
- 31 dicembre - Carlo Ambrogio Affaitati, religioso italiano (n. 1625)
- 31 dicembre - Giuseppe Vittorio Alberti d'Enno, vescovo cattolico italiano (n. 1623)
- 31 dicembre - Sauveur Lecomte, pittore francese (n. 1659)

## Senza giorno specificato(22)
- Jean Bernanos, pirata francese (n. 1648)
- Francesco Castelbarco, politico italiano (n. 1620)
- Jean-Gilles Delcour, pittore fiammingo (n. 1632)
- Jacob Dissius, tipografo e collezionista d'arte olandese
- Giovanna Maddalena Gonzaga, nobildonna italiana (n. 1635)
- Cornelis de Heem, pittore olandese (n. 1631)
- Thomas Holme, architetto e urbanista statunitense (n. 1624)
- Alessandro IV d'Imerezia, re
- Diego Íñiguez de Abarca, presbitero e politico spagnolo
- Sigismondo Marchesi, scrittore e storico italiano (n. 1625)
- Anselmo Micotti, storico italiano (n. 1630)
- Dorothy Osborne, scrittrice inglese (n. 1627)
- Giovan Battista Pacichelli, storico e abate italiano (n. 1641)
- Nicolas Perelle, incisore e pittore francese (n. 1631)
- Antonio Rolli, pittore italiano (n. 1643)
- Marc'Antonio Savelli, giurista italiano (n. 1624)
- Johan Sylvius, pittore svedese (n. 1620)
- Thomas Tew, pirata inglese (n. 1649)
- Louis Thomassin, religioso e teologo francese (n. 1619)
- Giovan Battista Verle, anatomista italiano (n. 1639)
- Giovan Domenico Vinaccia, architetto, ingegnere e scultore italiano (n. 1625)
- François Nicolas de Bar, pittore francese (n. 1632)